# Nati nel 1980/Ottobre
| Questa pagina contiene informazioni ricavate automaticamente dalle voci biografiche con l'ausilio del template Bio e di un bot. L'aggiornamento è periodico e automatico e ricostruisce completamente la pagina. Se manca una persona in questa lista, sei pregato di non aggiungerla, ma accertati piuttosto che la sua voce biografica contenga il template Bio e che i dati anagrafici siano correttamente compilati. Se il template Bio manca, inseriscilo tu stesso o, in alternativa, metti l'avviso {{tmp\|Bio}} che ne segnala la mancanza. Se i dati riportati sono sbagliati, correggi direttamente la voce biografica; le modifiche saranno visibili in questa lista entro pochi giorni. Per chiarimenti vedi il progetto biografie. La lista contiene solo le 371 persone che sono citate nell'enciclopedia e per le quali è stato implementato correttamente il template Bio. Pagina aggiornata al 10 lug 2025. |

- 1º ottobre - Mourtala Diakité, ex calciatore maliano
- 1º ottobre - Sarah Drew, attrice statunitense
- 1º ottobre - Chloé Georges, ex sciatrice alpina e sciatrice freestyle francese
- 1º ottobre - Berta Hernández, attrice e cantante spagnola
- 1º ottobre - Beau Hoopman, ex canottiere statunitense
- 1º ottobre - Lorenzo Kamel, storico e saggista italiano
- 1º ottobre - Katharina Kühn, ex cestista tedesca
- 1º ottobre - Kelle Marie, ex attrice pornografica britannica
- 1º ottobre - Antonio Narciso, ex calciatore italiano
- 1º ottobre - Timothy O'Donnell, triatleta statunitense
- 1º ottobre - Tosin Oke, triplista nigeriano
- 1º ottobre - Sara Pinciroli, ex ginnasta italiana
- 1º ottobre - Juan José Ribera, allenatore di calcio e ex calciatore cileno
- 1º ottobre - Bruno Saltor, allenatore di calcio e ex calciatore spagnolo
- 1º ottobre - Kim-Lian, cantante e conduttrice televisiva olandese
- 2 ottobre - Hélène Bouchet, danzatrice francese
- 2 ottobre - Kęstutis Budrys, funzionario e politico lituano
- 2 ottobre - Lucas Castromán, ex calciatore argentino
- 2 ottobre - Marius Croitoru, allenatore di calcio e ex calciatore rumeno
- 2 ottobre - Mizio Curcio, sceneggiatore italiano
- 2 ottobre - Tufan Ersöz, ex cestista turco
- 2 ottobre - Filipe Teixeira, ex calciatore portoghese
- 2 ottobre - Rubén Darío Gigena, ex calciatore argentino
- 2 ottobre - Lorinza Harrington, ex cestista statunitense
- 2 ottobre - Lee Ga-ryeong, attrice sudcoreana
- 2 ottobre - Stefano Lucchini, allenatore di calcio e ex calciatore italiano
- 2 ottobre - Massimiliano Mazzucchi, ex tuffatore italiano
- 2 ottobre - Harri J. Rantala, regista e produttore cinematografico finlandese
- 2 ottobre - Sheila Townsend, ex cestista canadese
- 2 ottobre - Laura Zacchilli, ex ginnasta italiana
- 3 ottobre - Anquan Boldin, ex giocatore di football americano statunitense
- 3 ottobre - Sheldon Brookbank, allenatore di hockey su ghiaccio e ex hockeista su ghiaccio canadese
- 3 ottobre - Blagoje Ivović, ex pallanuotista montenegrino
- 3 ottobre - Vitalij Kalešin, ex calciatore russo
- 3 ottobre - Marcel Marcilloux, schermidore francese
- 3 ottobre - Ian McLeod, ex ciclista su strada sudafricano
- 3 ottobre - Kjetil Mørland, cantante norvegese
- 3 ottobre - Danny O'Donoghue, cantautore irlandese
- 3 ottobre - Rubén Ochandiano, attore spagnolo
- 3 ottobre - Héctor Reynoso, ex calciatore messicano
- 3 ottobre - Diego Salazar, sollevatore colombiano
- 3 ottobre - Francesco Sini, pilota automobilistico italiano
- 3 ottobre - Esteban Sirias, ex calciatore costaricano
- 3 ottobre - Theron Smith, ex cestista statunitense
- 3 ottobre - Larry Taylor, cestista statunitense
- 3 ottobre - Ivan Turina, calciatore croato († 2013)
- 3 ottobre - Petr Zábojník, ex calciatore ceco
- 4 ottobre - Valentina Acca, attrice italiana
- 4 ottobre - Me'Lisa Barber, velocista statunitense
- 4 ottobre - Mikele Barber, velocista statunitense
- 4 ottobre - Naruki Doi, wrestler giapponese
- 4 ottobre - Lavalu Fatu, ex calciatore samoano americano
- 4 ottobre - Giovanni Federico, ex calciatore tedesco
- 4 ottobre - Sarah Fisher, pilota automobilistica statunitense
- 4 ottobre - Mellisa Hollingsworth, skeletonista canadese
- 4 ottobre - Brian Jackson, ex cestista statunitense
- 4 ottobre - James Jones, dirigente sportivo e ex cestista statunitense
- 4 ottobre - Joe Kennedy III, politico statunitense
- 4 ottobre - Natal'ja Korostelëva, ex fondista russa
- 4 ottobre - Ahmed Madouni, ex calciatore algerino
- 4 ottobre - Torsten Mattuschka, allenatore di calcio e ex calciatore tedesco
- 4 ottobre - Nick Mohammed, attore e comico britannico
- 4 ottobre - Iuliana Nucu, pallavolista rumena
- 4 ottobre - Lucian Piane, compositore statunitense
- 4 ottobre - Matthew Rauch, attore statunitense
- 4 ottobre - Tomáš Rosický, dirigente sportivo e ex calciatore ceco
- 4 ottobre - Cristian Javier Simari Birkner, sciatore alpino argentino
- 4 ottobre - Morgan Spector, attore statunitense
- 4 ottobre - Jimmy Workman, attore statunitense
- 5 ottobre - Humberlito Borges, ex calciatore brasiliano
- 5 ottobre - Mikalaj Kašeŭski, ex calciatore bielorusso
- 5 ottobre - Antōnīs Kezos, ex calciatore cipriota
- 5 ottobre - Teana Miller, ex cestista statunitense
- 5 ottobre - Pascal Papé, ex rugbista a 15 francese
- 5 ottobre - Kelvin Peña, cestista dominicano
- 5 ottobre - Yūta Tabuse, cestista giapponese
- 5 ottobre - James Toseland, pilota motociclistico britannico
- 5 ottobre - Ti West, regista, sceneggiatore e montatore statunitense
- 6 ottobre - Ahmad Al Subaih, ex calciatore kuwaitiano
- 6 ottobre - David Alpay, attore e produttore televisivo canadese
- 6 ottobre - Stephen Carson, ex calciatore nordirlandese
- 6 ottobre - Arnaud Coyot, ciclista su strada francese († 2013)
- 6 ottobre - Mimma Fazio, calciatrice italiana
- 6 ottobre - Moa Gammel, attrice svedese
- 6 ottobre - Michelle Guerette, canottiera statunitense
- 6 ottobre - Gary Hamilton, allenatore di calcio e calciatore nordirlandese
- 6 ottobre - Guðrið Hansdóttir, cantautrice faroese
- 6 ottobre - Oksana Jakovljeva, ex biatleta ucraina
- 6 ottobre - Ferrugem, ex calciatore brasiliano
- 6 ottobre - Abdoulaye Méïté, ex calciatore ivoriano
- 6 ottobre - Leander Modersohn, attore tedesco
- 6 ottobre - Peter Mgangira, ex calciatore malawiano
- 6 ottobre - Filipp Šul'man, ex biatleta russo
- 7 ottobre - Aziz Ansah, ex calciatore ghanese
- 7 ottobre - Mike Bartlett, drammaturgo, sceneggiatore e produttore televisivo britannico
- 7 ottobre - Matthieu Chalmé, ex calciatore francese
- 7 ottobre - Edison Chen, attore e cantante cinese
- 7 ottobre - Clarissa Claretti, ex martellista italiana
- 7 ottobre - Louis Deacon, rugbista a 15 britannico
- 7 ottobre - Konrad Fünfstück, allenatore di calcio e dirigente sportivo tedesco
- 7 ottobre - Jean-Marc Gaillard, fondista francese
- 7 ottobre - Stanislav Ivanov, ex calciatore moldavo
- 7 ottobre - Andrej Kapralov, nuotatore russo
- 7 ottobre - Lara Komar, attrice italiana
- 7 ottobre - Adam Ryen, attore e sceneggiatore norvegese
- 7 ottobre - Kristján Örn Sigurðsson, ex calciatore islandese
- 7 ottobre - Issawa Singthong, ex calciatore thailandese
- 7 ottobre - Pantxi Sirieix, ex calciatore francese
- 7 ottobre - Alessandro Talotti, altista italiano († 2021)
- 7 ottobre - Francesco Targhetta, scrittore e poeta italiano
- 7 ottobre - Olesja Zykina, velocista russa
- 8 ottobre - Jakob Augustsson, ex calciatore e allenatore di calcio svedese
- 8 ottobre - Kasper Bøgelund, ex calciatore danese
- 8 ottobre - Tony Buckley, ex rugbista a 15 irlandese
- 8 ottobre - Nick Cannon, attore, conduttore televisivo e rapper statunitense
- 8 ottobre - Branislav Mezei, hockeista su ghiaccio slovacco
- 8 ottobre - The Miz, wrestler, attore e personaggio televisivo statunitense
- 8 ottobre - Rahim Ouédraogo, ex calciatore burkinabé
- 8 ottobre - J. R. Ramirez, attore cubano
- 8 ottobre - António Manuel Ribeiro, ex calciatore portoghese
- 8 ottobre - Sherine, cantante e attrice egiziana
- 8 ottobre - Ekaterina Vinogradova, ex nuotatrice russa
- 8 ottobre - Robert Vrečer, ex ciclista su strada e mountain biker sloveno
- 8 ottobre - Mamadou Zongo, ex calciatore burkinabé
- 8 ottobre - Manuel De Vecchi, ciclista di BMX italiano
- 8 ottobre - Michel von Tell, imprenditore, giornalista e cabarettista svizzero
- 9 ottobre - Zuleira Atíes, cestista cubana
- 9 ottobre - Haylynn Cohen, supermodella statunitense
- 9 ottobre - Luigi Dipasquale, calciatore italiano
- 9 ottobre - Pāvels Doroševs, calciatore lettone
- 9 ottobre - Fábio dos Santos Barbosa, ex calciatore brasiliano
- 9 ottobre - Ibrahim Fazeel, ex calciatore maldiviano
- 9 ottobre - Maxime Jaquier, ex cestista svizzero
- 9 ottobre - Marta Schifone, politica italiana
- 9 ottobre - Henrik Zetterberg, hockeista su ghiaccio svedese
- 10 ottobre - Mohammad Al-Buraiki, ex calciatore kuwaitiano
- 10 ottobre - Francisco Bazán, ex calciatore peruviano
- 10 ottobre - Camilo Becerra, nuotatore colombiano
- 10 ottobre - Terreal Bierria, giocatore di football americano statunitense
- 10 ottobre - Miriam Candurro, attrice italiana
- 10 ottobre - Henny Dufresne, ex calciatore seychellese
- 10 ottobre - Chuck Eidson, ex cestista statunitense
- 10 ottobre - Sydney Freeland, regista e sceneggiatrice statunitense
- 10 ottobre - Tony Gonzales, politico statunitense
- 10 ottobre - Matteo Lepore, politico italiano
- 10 ottobre - Fernanda Machado, attrice brasiliana
- 10 ottobre - Vasco Matos, allenatore di calcio e ex calciatore portoghese
- 10 ottobre - Floriane Paturel, ex sciatrice alpina francese
- 10 ottobre - Julie Pomagalski, snowboarder francese († 2021)
- 11 ottobre - Ahmed al-Haznawi, terrorista saudita († 2001)
- 11 ottobre - Serge Branco, ex calciatore camerunese
- 11 ottobre - Johan Hamel, arbitro di calcio francese († 2022)
- 11 ottobre - Motohiro Hata, cantautore giapponese
- 11 ottobre - Marcus König, politico tedesco
- 11 ottobre - Katarina Manić, ex cestista serba
- 11 ottobre - Julie McNiven, attrice statunitense
- 11 ottobre - Nyron Nosworthy, ex calciatore giamaicano
- 11 ottobre - Dedalo Pignatone, politico italiano
- 11 ottobre - Bridget Powers, ex attrice pornografica statunitense
- 11 ottobre - Robert Christopher Riley, attore statunitense
- 11 ottobre - Steve Ross, ex cestista canadese
- 11 ottobre - Tomokazu Sugita, doppiatore giapponese
- 11 ottobre - Adele du Plooy, schermitrice sudafricana
- 12 ottobre - Nadzeja Astapčuk, pesista bielorussa
- 12 ottobre - Rachel John, attrice e cantante inglese
- 12 ottobre - Ledley King, dirigente sportivo, allenatore di calcio e ex calciatore inglese
- 12 ottobre - Andreas Kōnstantinou, ex calciatore cipriota
- 12 ottobre - Soledad Pastorutti, cantante, compositrice e attrice argentina
- 12 ottobre - Lesley Paterson, triatleta, sceneggiatrice e produttrice cinematografica britannica
- 12 ottobre - Alessandro Rambaldini, fondista di corsa in montagna e maratoneta italiano
- 12 ottobre - Ann Wauters, ex cestista e allenatrice di pallacanestro belga
- 13 ottobre - Ashanti, cantautrice, attrice e produttrice discografica statunitense
- 13 ottobre - David Haye, ex pugile britannico
- 13 ottobre - Magne Hoseth, allenatore di calcio e ex calciatore norvegese
- 13 ottobre - Martin Kamburov, ex calciatore bulgaro
- 13 ottobre - Rudy Mater, allenatore di calcio e ex calciatore francese
- 13 ottobre - Scott Parker, allenatore di calcio e ex calciatore inglese
- 13 ottobre - Yui Sakakibara, coreografa, ballerina e cantante giapponese
- 13 ottobre - Salyu, cantante giapponese
- 13 ottobre - Tininho, ex calciatore mozambicano
- 13 ottobre - Thomas Whalan, pallanuotista australiano
- 14 ottobre - Paúl Ambrosi, ex calciatore ecuadoriano
- 14 ottobre - Cansu Dere, attrice e modella turca
- 14 ottobre - Kris Freeman, ex fondista statunitense
- 14 ottobre - Robert Guilling, ex calciatore gibilterriano
- 14 ottobre - Victoraș Iacob, ex calciatore rumeno
- 14 ottobre - Audrey Marnay, supermodella francese
- 14 ottobre - Nicolas Maury, attore e regista francese
- 14 ottobre - Claudia Mazzoni, pallavolista italiana
- 14 ottobre - Jordan Minev, ex calciatore bulgaro
- 14 ottobre - Veselin Minev, ex calciatore bulgaro
- 14 ottobre - Oh Yoon-ah, attrice sudcoreana
- 14 ottobre - Paolo Ramora, ex calciatore italiano
- 14 ottobre - Susan Sideropoulos, attrice e conduttrice televisiva tedesca
- 14 ottobre - Adrienn Szathmáry, pentatleta ungherese
- 14 ottobre - Ben Whishaw, attore britannico
- 14 ottobre - Yun Mi-kyung, fumettista sudcoreana
- 15 ottobre - Tom Boonen, ex ciclista su strada belga
- 15 ottobre - Cosculluela, cantante e rapper portoricano
- 15 ottobre - Carolina Costagrande, ex pallavolista argentina
- 15 ottobre - Warren Cummings, ex calciatore scozzese
- 15 ottobre - Haytham Mrabet, calciatore tunisino
- 15 ottobre - Isli Hidi, ex calciatore albanese
- 15 ottobre - Davide Simon Mazzoli, direttore artistico, autore televisivo e scrittore italiano
- 15 ottobre - Maciej Mielcarz, ex calciatore polacco
- 15 ottobre - Dennis Mims, ex cestista statunitense
- 15 ottobre - Siiri Nordin, cantante finlandese
- 15 ottobre - Enrico Pavanello, ex rugbista a 15 italiano
- 15 ottobre - Terrance Sinapati, calciatore samoano americano
- 15 ottobre - Miklós Ungvári, judoka ungherese
- 15 ottobre - Manuel Villalobos, calciatore cileno
- 16 ottobre - Sue Bird, ex cestista statunitense
- 16 ottobre - Fernando Casares, schermidore spagnolo
- 16 ottobre - Dragoș Coman, nuotatore rumeno
- 16 ottobre - Jeremy Jackson, attore e cantante statunitense
- 16 ottobre - Endri Kosturi, artista e pittore italiano
- 16 ottobre - Tymon Kruidenier, chitarrista olandese
- 16 ottobre - Davidson Lampariello, ex pallavolista brasiliano
- 16 ottobre - Edward Ou, attore taiwanese
- 16 ottobre - Sérgio Pinto, ex calciatore portoghese
- 17 ottobre - Simone Angelini, fumettista, illustratore e animatore italiano
- 17 ottobre - José Argote, arbitro di calcio venezuelano
- 17 ottobre - Barbara Bolzan, scrittrice e illustratrice italiana
- 17 ottobre - Nicholas Britell, compositore, pianista e produttore cinematografico statunitense
- 17 ottobre - Michela Di Biase, politica italiana
- 17 ottobre - Ekaterina Gamova, ex pallavolista russa
- 17 ottobre - Barbara Kleon, ex sciatrice alpina italiana
- 17 ottobre - Sarah Lamb, ballerina statunitense
- 17 ottobre - Tarell Alvin McCraney, drammaturgo e sceneggiatore statunitense
- 17 ottobre - Debora Montanari, ex hockeista su ghiaccio italiana
- 17 ottobre - Angel Parker, attrice e doppiatrice statunitense
- 17 ottobre - Justin Shenkarow, attore e doppiatore statunitense
- 17 ottobre - Sissy Wish, cantante norvegese
- 18 ottobre - Nerijus Astrauskas, ex calciatore lituano
- 18 ottobre - Rodrigo Bengua, ex calciatore uruguaiano
- 18 ottobre - Juan Castañeda, schermidore spagnolo
- 18 ottobre - Raphaël Desroses, ex cestista francese
- 18 ottobre - Rapper Big Pooh, rapper statunitense
- 18 ottobre - Colby Keller, attore pornografico, modello e artista statunitense
- 18 ottobre - Jesse Marshall, ex sciatore alpino statunitense
- 18 ottobre - Charles Livingstone Mbabazi, allenatore di calcio e ex calciatore ugandese
- 18 ottobre - Natasha Rothwell, attrice, sceneggiatrice e doppiatrice statunitense
- 18 ottobre - Kerry Weiland, hockeista su ghiaccio statunitense
- 19 ottobre - José Bautista, ex giocatore di baseball dominicano
- 19 ottobre - Marijan Budimir, allenatore di calcio e ex calciatore croato
- 19 ottobre - Elizabeth A. Davis, attrice e cantante statunitense
- 19 ottobre - Benjamin Fischer, ex calciatore liechtensteinese
- 19 ottobre - Katja Herbers, attrice olandese
- 19 ottobre - Anna-Karin Kammerling, nuotatrice svedese
- 19 ottobre - Nikica Ljubek, canoista croato
- 19 ottobre - Albert Meyong, ex calciatore camerunese
- 19 ottobre - Berny Peña, ex calciatore costaricano
- 19 ottobre - Fidel Amado Pérez, ex calciatore paraguaiano
- 19 ottobre - Natalia Ríos, cestista argentina
- 19 ottobre - Benjamin Salisbury, attore e ballerino statunitense
- 20 ottobre - Fabrice Jeannet, schermidore francese
- 20 ottobre - Niall Matter, attore canadese
- 20 ottobre - Marcus Oliver, ex cestista americo-verginiano
- 20 ottobre - Anna Pernice, ex cestista italiana
- 20 ottobre - Patrik Sinkewitz, ex ciclista su strada tedesco
- 20 ottobre - Annalisa Stroppa, mezzosoprano italiano
- 20 ottobre - Veronica Zorzi, golfista italiana
- 21 ottobre - Coretta Brown, ex cestista e allenatrice di pallacanestro statunitense
- 21 ottobre - Gerzon Chacón, ex calciatore venezuelano
- 21 ottobre - Luigi Maria Epicoco, presbitero, teologo e filosofo italiano
- 21 ottobre - Cornell Glen, ex calciatore trinidadiano
- 21 ottobre - Kim Kardashian, personaggio televisivo, socialite e imprenditrice statunitense
- 21 ottobre - Santiago Ladino, ex calciatore argentino
- 21 ottobre - Lino Musella, attore, regista e drammaturgo italiano
- 22 ottobre - Luke O'Donnell, rugbista a 13 australiano
- 22 ottobre - Darel Russell, ex calciatore inglese
- 23 ottobre - Robert Belushi, attore statunitense
- 23 ottobre - Mate Bilić, ex calciatore croato
- 23 ottobre - Artur Drozdov, ex cestista ucraino
- 23 ottobre - Silvia Hsieh, conduttrice televisiva taiwanese
- 23 ottobre - Gwen Jackson, ex cestista e allenatrice di pallacanestro statunitense
- 23 ottobre - Erik Messerschmidt, direttore della fotografia statunitense
- 23 ottobre - Andy Monkhouse, allenatore di calcio e ex calciatore inglese
- 23 ottobre - Jesper Nøddesbo, ex pallamanista danese
- 23 ottobre - Vasilij Ročev, ex fondista russo
- 23 ottobre - Ol'ga Ščučkina, ex fondista russa
- 24 ottobre - Matthew Amoah, allenatore di calcio e ex calciatore ghanese
- 24 ottobre - Josh Fisher, ex cestista e allenatore di pallacanestro statunitense
- 24 ottobre - Federico Galliano, attore e regista teatrale italiano
- 24 ottobre - Jan Hartmann, attore tedesco
- 24 ottobre - Valentina Melis, attrice e conduttrice televisiva italiana
- 24 ottobre - Mario Mijatović, calciatore croato
- 24 ottobre - Milovan Milović, allenatore di calcio e ex calciatore serbo
- 24 ottobre - Monica, cantante e attrice statunitense
- 24 ottobre - Anna Montañana, ex cestista e allenatrice di pallacanestro spagnola
- 24 ottobre - Zac Posen, stilista statunitense
- 24 ottobre - Christian Vander, allenatore di calcio e ex calciatore tedesco
- 24 ottobre - Casey Wilson, attrice, comica e sceneggiatrice statunitense
- 25 ottobre - Igli Allmuça, allenatore di calcio e ex calciatore albanese
- 25 ottobre - Mehcad Brooks, attore statunitense
- 25 ottobre - Graham Demas, ex calciatore vanuatuano
- 25 ottobre - Nick Jacobson, ex cestista statunitense
- 25 ottobre - Kim Hye-na, attrice sudcoreana
- 25 ottobre - Olga Aleksandrovna Sadovskaja, avvocata russa
- 25 ottobre - Milovan Sikimić, ex calciatore serbo
- 25 ottobre - Félicien Singbo, ex calciatore beninese
- 26 ottobre - Khalid Abdalla, attore britannico
- 26 ottobre - Giulia Cafiero, pentatleta italiana
- 26 ottobre - Diana DeVoe, ex attrice pornografica e regista statunitense
- 26 ottobre - Cristian Chivu, allenatore di calcio e ex calciatore rumeno
- 26 ottobre - Nick Collison, ex cestista statunitense
- 26 ottobre - Claire Cooper, attrice televisiva britannica
- 26 ottobre - Orlando Echeverri Benedetti, scrittore colombiano
- 26 ottobre - Błażej Jankowski, ex calciatore polacco
- 26 ottobre - Li Hongli, sollevatore cinese
- 26 ottobre - Deriba Merga, maratoneta etiope
- 26 ottobre - Paolo Parisi, disegnatore italiano
- 27 ottobre - Ondřej Bank, ex sciatore alpino ceco
- 27 ottobre - Václav Noid Bárta, cantante ceco
- 27 ottobre - Seth Gueko, rapper francese
- 27 ottobre - Edmar Halovs'kyj de Lacerda, ex calciatore brasiliano
- 27 ottobre - Hugo Henrique Assis do Nascimento, ex calciatore brasiliano
- 27 ottobre - Bartosz Huzarski, ex ciclista su strada polacco
- 27 ottobre - Leyla Hussein, psicoterapeuta e attivista somala
- 27 ottobre - Peter Michael Murphy, allenatore di calcio e ex calciatore irlandese
- 27 ottobre - Tanel Padar, cantante estone
- 27 ottobre - Björn Schröder, ex ciclista su strada e ciclocrossista tedesco
- 27 ottobre - Henriett Seth F., pittrice ungherese
- 27 ottobre - Idit Silman, politica israeliana
- 27 ottobre - Rhys Weston, ex calciatore gallese
- 27 ottobre - Mike Zonneveld, ex calciatore olandese
- 27 ottobre - Äli Äliev, ex calciatore kazako
- 28 ottobre - Wes Ball, regista statunitense
- 28 ottobre - Patrick Beneforti, ex calciatore francese
- 28 ottobre - Giacomo Cipriani, ex calciatore italiano
- 28 ottobre - James Fowler, dirigente sportivo, allenatore di calcio e ex calciatore scozzese
- 28 ottobre - Christy Hemme, ex modella e ex wrestler statunitense
- 28 ottobre - Hunter Hillenmeyer, ex giocatore di football americano statunitense
- 28 ottobre - Niccolò Mornati, canottiere italiano
- 28 ottobre - Agnes Obel, cantautrice, compositrice e pianista danese
- 28 ottobre - Tim Reigel, ex calciatore belga
- 28 ottobre - Waleed Salim, calciatore emiratino
- 28 ottobre - Alan Smith, allenatore di calcio e ex calciatore inglese
- 28 ottobre - Roman Vas'janov, direttore della fotografia russo
- 29 ottobre - Nadzeja Astroŭskaja, ex tennista bielorussa
- 29 ottobre - Francesco Bauco, attore italiano
- 29 ottobre - Michele Boyd, attrice statunitense
- 29 ottobre - Ángel Carreño, ex calciatore cileno
- 29 ottobre - Miguel Cotto, ex pugile portoricano
- 29 ottobre - Ben Foster, attore statunitense
- 29 ottobre - Kaine Robertson, ex rugbista a 15 neozelandese
- 29 ottobre - Georgiy Tsurtsumia, ex lottatore kazako
- 29 ottobre - Choppa, rapper statunitense
- 29 ottobre - Francesco Valiani, allenatore di calcio e ex calciatore italiano
- 29 ottobre - Rune Wiken, calciatore norvegese
- 30 ottobre - Herly Alcázar, ex calciatore colombiano
- 30 ottobre - Mladen Brkić, ex calciatore serbo
- 30 ottobre - Sarah Carter, attrice canadese
- 30 ottobre - Choi Hong-man, kickboxer e artista marziale misto sudcoreano
- 30 ottobre - Ahmed El-Sayed, ex calciatore egiziano
- 30 ottobre - Eduard Kunz, pianista russo
- 30 ottobre - Chihiro Onitsuka, cantautrice e musicista giapponese
- 30 ottobre - Vladimír Pokorný, calciatore ceco
- 30 ottobre - Kareem Rush, ex cestista statunitense
- 30 ottobre - Toshiya Sugiuchi, giocatore di baseball giapponese
- 31 ottobre - Samaire Armstrong, attrice statunitense
- 31 ottobre - Anders Bastiansen, ex hockeista su ghiaccio norvegese
- 31 ottobre - Alejandro Capurro, ex calciatore argentino
- 31 ottobre - Chris Durno, ex hockeista su ghiaccio canadese
- 31 ottobre - Massimo Gobbi, ex calciatore italiano
- 31 ottobre - Marcel Meeuwis, ex calciatore olandese
- 31 ottobre - Kengo Nakamura, ex calciatore giapponese
- 31 ottobre - Andre Owens, ex cestista statunitense
- 31 ottobre - Isabella Summers, musicista, cantautrice e produttrice discografica britannica
- 31 ottobre - Eddie Kaye Thomas, attore e doppiatore statunitense
- 31 ottobre - Alondra de la Parra, direttrice d'orchestra messicana